# Vibropaal
Een vibropaal is een type funderingspaal.
Bij het maken van een vibropaal wordt eerst een stalen buis met gesloten punt heiend in de grond gebracht. Het heien vindt hierbij plaats op de kop van de buis. Nadat de buis op diepte is gebracht wordt in de buis een wapeningskorf gehangen (gewoonlijk alleen in het bovenste deel) en wordt de buis volgestort met betonspecie. Tijdens dit storten wordt de buis heiend of trillend omhoog getrokken, zodat het beton goed kan verdichten, en een goede aansluiting tussen de paal en de omliggende grond ontstaat.
Paaldiameters vanaf 27 cm tot 60 cm zijn mogelijk. Dieptes (paalpuntniveaus) tot 40 meter onder het maaiveld zijn haalbaar. De voet onderaan de buis is qua diameter enkele centimeters groter dan de buisdiameter en blijft in de grond achter. De buis kan opnieuw worden gebruikt.
Omdat geen gebruik wordt gemaakt van prefab onderdelen is een grote variatie van geproduceerde lengten (binnen een werk) mogelijk. Wel is het noodzakelijk voldoende verhardingstijd in acht te nemen, voor met een direct naastgelegen paal wordt begonnen, teneinde de vorm van de paal tijdens het verhardingsproces niet te verstoren.
fundering op staal · fundering op putten · grondverbetering · paalfunderingen (lijst van funderingspaalsystemen) · verdichten